# The Newsroom

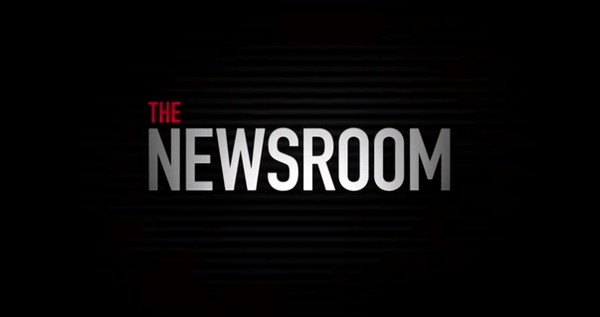
Logo

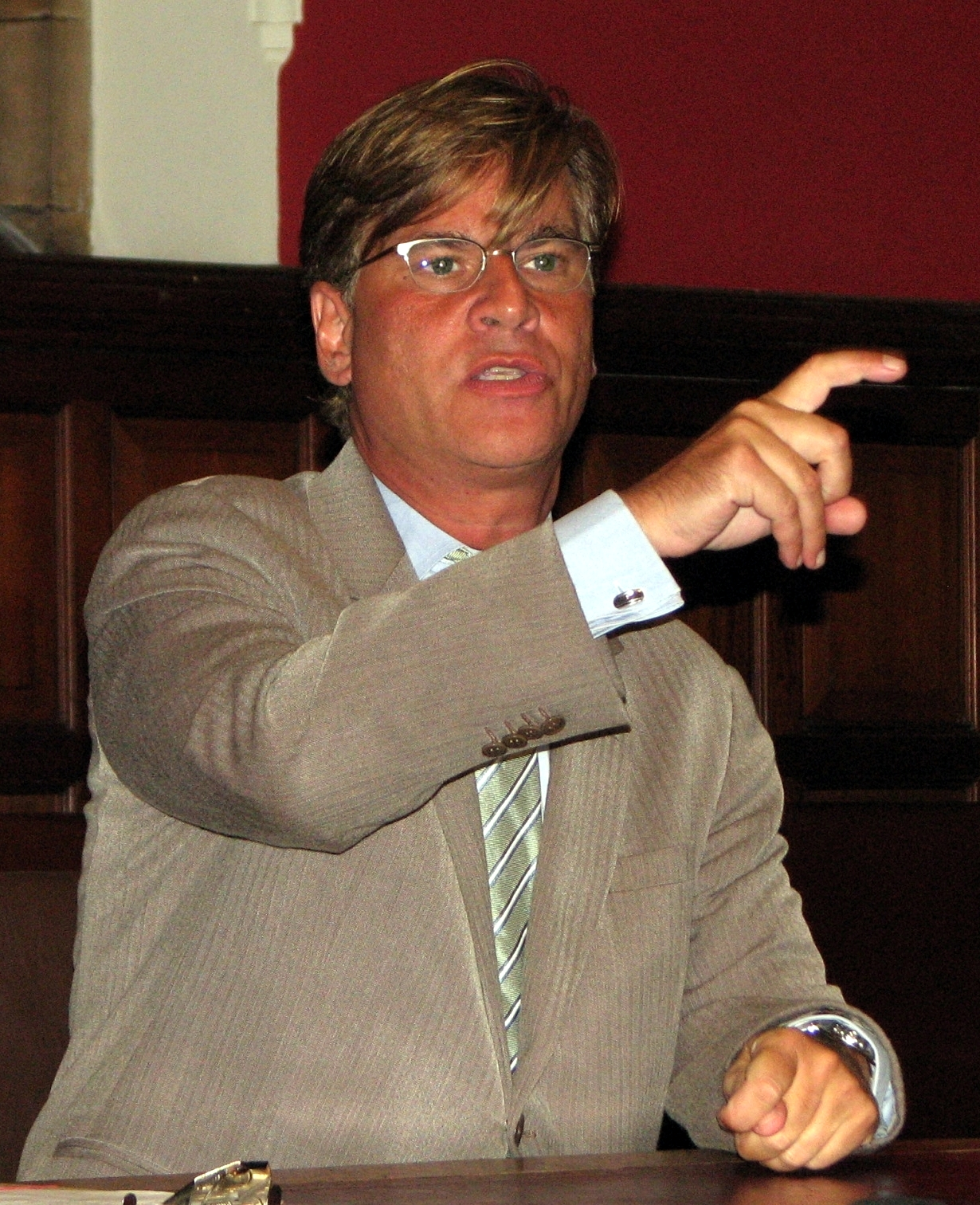
Bedenker Aaron Sorkin

The Newsroom is een Amerikaanse HBO-dramaserie bedacht en voornamelijk geschreven door Aaron Sorkin. De serie startte in de Verenigde Staten op 24 juni 2012 op de Amerikaanse zender HBO. In Nederland ging de serie ook op HBO in première op 2 juli 2012 en in België op de digitale betaalzender Prime op 28 juli 2012. Sinds 26 juli 2013 is deze serie in België ook te volgen op Canvas. De serie geeft een blik achter de schermen bij een fictieve nieuwszender Atlantis Cable News (ACN). Jeff Daniels speelt de nieuwslezer van het fictieve nieuwsprogramma "News Night". Samen met Emily Mortimer als zijn nieuwe uitvoerend producent MacKenzie McHale en zijn nieuwe nieuwsredactie willen zij kwaliteitsnieuws brengen in plaats van commercieel nieuws, zoals veel andere nieuwszenders brengen.

## Rolverdeling
| Hoofdpersonages     | Hoofdpersonages          | Hoofdpersonages |
| Acteur              | Personage                | Omschrijving |
| ------------------- | ------------------------ | --- |
| Jeff Daniels        | Will McAvoy              | Als nieuwsanker en hoofdredacteur van "News Night" ziet Will zichzelf als een gematigd Republikein, een van de weinigen die hij zelf kent. Zijn succes hangt in grote mate af van zijn vermogen om nooit iemand voor het hoofd te stoten. Als de camera's niet aan staan, gedraagt hij zich erg nors. MacKenzie verschijnt opnieuw in zijn leven om een nieuwe draai te geven aan zijn programma.           |
| Emily Mortimer      | MacKenzie "Mac" McHale   | MacKenzie is nieuwsproducer met ervaring die alom gewaardeerd wordt voor haar werk en ooit een verhouding had met Will. Wanneer ze, na 26 maanden verslaggeving in Irak en Afghanistan, naar de VS terugkeert, wordt ze aangesteld als producer van “News Night”. In die functie wil ze Will ertoe aanzetten om zijn potentieel maximaal te benutten.                                                       |
| John Gallagher, Jr. | James "Jim" Harper       | Hij werkte met MacKenzie samen in Irak en Afghanistan en omdat zij niet zonder hem kan, voegt hij zich als senior producer bij de redactie van “News Night”. Hij is slechts 27 en gedraagt zich meer als Charlie dan als iemand van zijn leeftijd. |
| Alison Pill         | Margaret "Maggie" Jordan | Maggie begon ooit als stagiaire bij "News Night" en werkte zich al snel op tot co-producer. Met haar intelligentie compenseert ze haar gebrek aan ervaring en zelfvertrouwen. |
| Thomas Sadoski      | Don Keefer               | Don is de voormalige executive producer van "News Night," tot hij het programma erna besloot over te nemen. Omdat Don en Will veel gemeen hebben, gaan ze vaak met elkaar in de clinch. Diep vanbinnen gloeit in hem ook wel de journalistieke vlam, maar hij is realistisch genoeg om te beseffen dat de zender een bedrijf is en dat hij bij de minste daling van de kijkcijfers zijn baan kan verliezen. |
| Dev Patel           | Neal Sampat              | Neal is de man die Wills blog bijhoudt en het internet afstruint op zoek naar verhalen en primeurs die de anderen misschien over het hoofd zagen. Hij is pas 21, maar een rasjournalist, die zich opwerkte nadat hij met de camera van zijn mobiele telefoon verslag uitbracht van de aanslagen in de Londense metro.                                                                                       |
| Olivia Munn         | Sloan Sabbith            | Sloan brengt voor het netwerk verslag uit van het financiële nieuws, en hoewel ze veel meer zou kunnen verdienen als analiste voor Goldman, ziet ze haar economische reportages als haar ware roeping. |
| Sam Waterston       | Charlie Skinner          | Directeur van de nieuwsafdeling van ACN. Hij is van de oude stempel en niet van plan zich daarvoor te excuseren. Alles wat hij weet, leerde hij van de legendes van de zender. |

| Bijrollen       | Bijrollen     | Bijrollen                                                                     |
| Acteur          | Personage     | Omschrijving                                                                  |
| --------------- | ------------- | ----------------------------------------------------------------------------- |
| Jane Fonda      | Leona Lansing | Algemeen directeur van Atlantis World Media (AWM), het moederbedrijf van ACN. |
| Chris Messina   | Reese Lansing | Directeur van ACN en Leona's zoon.                                            |
| Hope Davis      | Nina Howard   | Een roddeljournalist voor TMI, een magazine van AWM.                          |
| Margaret Judson | Tess Westin   | Producent NewsNight                                                           |
| Terry Crews     | Lonny Church  | De bodyguard die Will is toegekend nadat hij doodsbedreigingen kreeg.         |
| Kelen Coleman   | Lisa Lambert  | Kamergenoot van Maggie                                                        |

## Locatie
The Newsroom speelt zich af op de nieuwsredactie van de fictieve nieuwszender Atlantis Cable News (ACN). De set van The Newsroom bevat een grote ruimte waar de redactie in werkt, verschillende kantoren, een montagekamer (die functioneert als een echte montagekamer) en een "NewsNight"-studio die speciaal voor de serie zijn gemaakt. Op de achtergrond zijn televisieschermen te zien waarop vaak het logo van het netwerk (ACN) gepresenteerd wordt. Ook worden er beelden van bestaande nieuwszenders zoals CNN gepresenteerd. De computers op de redactievloer laten vaak het programma "iNEWS" zien, maar af en toe ook de website van ACN, een website die vermoedelijk binnenkort ook op de door HBO geregistreerde domeinnaam www.atlantiscablenews.com te zien zal zijn. De set staat in de Sunset Gower Studios in Hollywood. Voor het fictieve gebouw van ACN wordt de Bank of Amerika Tower in New York gebruikt, waarbij met de computer de naam boven de ingang vervangen is.

## Research
Terwijl Aaron Sorkin de serie aan het bedenken was, bracht hij veel tijd door bij verschillende nieuwsredacties van Amerikaanse zenders als FOX, CNN, MSNBC en TruTV. Ook heeft hij gesprekken gehad met verschillende grote nieuwslezers en producenten. Twee vragen vormden daarbij de basis: "Hoe zou de ideale nieuwsuitzending eruitzien?" en "Wat houdt je tegen om deze te maken?"

## Afleveringen

### Seizoen 1 (2012)
| Nr. | Titel aflevering                  | Regie               | Script                     | Uitzenddatum V.S. | Kijkers V.S. (milj.) | Uitzenddatum NL  | Uitzenddatum BE   |
| --- | --------------------------------- | ------------------- | -------------------------- | ----------------- | -------------------- | ---------------- | ----------------- |
| 1   | We Just Decided To                | Greg Mottola        | Aaron Sorkin               | 24 juni 2012      | 2.14                 | 2 juli 2012      | 28 juli 2013      |
| 2   | News Night 2.0                    | Alex Graves         | Aaron Sorkin               | 1 juli 2012       | 1.68                 | 2 juli 2012      | 4 augustus 2013   |
| 3   | The 112th Congress                | Greg Mottola        | Aaron Sorkin & Gideon Yago | 8 juli 2012       | 2.21                 | 9 juli 2012      | 11 augustus 2013  |
| 4   | I'll Try to Fix You               | Alan Poul           | Aaron Sorkin               | 15 juli 2012      | 1.94                 | 16 juli 2012     | 18 augustus 2013  |
| 5   | Amen                              | Daniel Minahan      | Aaron Sorkin               | 22 juli 2012      | 1.95                 | 23 juli 2012     | 25 augustus 2013  |
| 6   | Bullies                           | Jeremy Podeswa      | Aaron Sorkin               | 29 juli 2012      | 1.74                 | 30 juli 2012     | 1 september 2013  |
| 7   | 5/1                               | Joshua Marston      | Aaron Sorkin               | 5 augustus 2012   | 1.76                 | 6 augustus 2012  | 8 september 2013  |
| 8   | The Blackout Part I: Tragedy Porn | Lesli Linka Glatter | Aaron Sorkin               | 12 augustus 2012  | 1.84                 | 13 augustus 2012 | 15 september 2013 |
| 9   | The Blackout Part II: Mock Debate | Alan Poul           | Aaron Sorkin               | 19 augustus 2012  | 1.96                 | 20 augustus 2012 | 22 september 2013 |
| 10  | The Greater Fool                  | Greg Mottola        | Aaron Sorkin               | 26 augustus 2012  | 2.30                 | 27 augustus 2012 |                   |

### Seizoen 2 (2013)
The Newsroom is verlengd voor een tweede seizoen, dat in de Verenigde Staten in première ging op 14 juli 2013.
| Nr. | Afl. | Titel aflevering                              | Regie               | Script                                            | Uitzenddatum V.S. | Kijkers V.S. (milj.) | Uitzenddatum NL | Uitzenddatum BE |
| --- | ---- | --------------------------------------------- | ------------------- | ------------------------------------------------- | ----------------- | -------------------- | --------------- | --------------- |
| 11  | 1    | First Thing We Do, Let's Kill All the Lawyers | Alon Poul           | Ian Reichbach, Aaron Sorkin                       | 14 juli 2013      | 2.22                 |                 |                 |
| 12  | 2    | The Genoa Tip                                 | Jeremy Podeswa      | Dana Ledoux Miller, Adam R. Perlman, Aaron Sorkin | 21 juli 2013      | 1,88                 |                 |                 |
| 13  | 3    | Willie Pete                                   | Lesli Linka Glatter | Michael Gunn, Elizabeth Peterson, Aaron Sorkin    | 28 juli 2013      | 1,8                  |                 |                 |
| 14  | 4    | Unintended Consequences                       | Carl Franklin       | Aaron Sorkin                                      | 4 augustus 2013   | 1,62                 |                 |                 |
| 15  | 5    | News Night with Will McAvoy                   | Alan Poul           | Aaron Sorkin                                      | 11 augustus 2013  | 1,82                 |                 |                 |
| 16  | 6    | One Stop Too Many                             | Julian Farino       | Aaron Sorkin                                      | 18 augustus 2013  | 1,89                 |                 |                 |
| 17  | 7    | Red Team III                                  | Anthony Hemingway   | Aaron Sorkin                                      | 25 augustus 2013  | 1,47                 |                 |                 |
| 18  | 8    | Election Night Part I                         | Jason Ensler        | Aaron Sorkin                                      | 8 september 2013  | 1,76                 |                 |                 |
| 19  | 9    | Election Night Part II                        | Alan Poul           | Aaron Sorkin                                      | 15 september 2013 |                      |                 |                 |

### Seizoen 3 (2014)
| Nr. | Afl. | Titel aflevering             | Regie             | Script                                                  | Uitzenddatum V.S. | Kijkers V.S. (milj.) | Uitzenddatum HBO NL |
| --- | ---- | ---------------------------- | ----------------- | ------------------------------------------------------- | ----------------- | -------------------- | ------------------- |
| 20  | 1    | Boston                       | Anthony Hemingway | Aaron Sorkin                                            | 9 november 2014   |                      | 11 november 2014    |
| 21  | 2    | Run                          | Greg Mottola      | Aaron Sorkin                                            | 16 november 2014  |                      |                     |
| 22  | 3    | Main Justice                 | Alon Poul         | Verhaal: Jon Lovett & Aaron Sorkin Script: Aaron Sorkin | 23 november 2014  |                      |                     |
| 23  | 4    | Contempt                     | Anthony Hemingway | Verhaal: Deborah Schoeneman Script: Aaron Sorkin        | 30 november 2014  |                      |                     |
| 24  | 5    | Oh Shenandoah                | Paul Lieberstein  |                                                         | 7 december 2014   |                      |                     |
| 25  | 6    | What Kind of Day Has It Been | Alon Poul         |                                                         | 14 december 2014  |                      |                     |